# Juan Gabriel Abente
Juan Gabriel Abente (Luque, Paraguay; 3 de marzo de 1984) Juega de volante mixto y también como delantero. Su actual equipo es el 24 de Septiembre VP de la Tercera División de Paraguay. En sus ratos libres dirige una página en Twitter bajo el nombre de Olimpia Out Of Context.

## Trayectoria
Realizó las divisiones inferiores y escuela de fútbol en el Club Sport Primavera de La Liga Luqueña de Fútbol. Llegó a jugar varios partidos en primera allí , y ser goleador de la liga y el club.
A mediados del 2003 fue a probar para el equipo de Reserva en el Sportivo Luqueño donde se quedó, además de ser goleador de la Categoría Reserva en el año 2005 con 19 goles.
Su destacado desempeño y los goles en la Reserva le impulsaron debutar en primera con el plantel auriazul , el entrenador en ese entonces era Hugo Arsenio González. Debutó en un partido contra General Caballero en Zeballos Cué, el partido terminó 1 a 0 a favor del equipo auriazul: el tanto lo marcó Nery Fernández con centro de Abente.
Sus buenas actuaciones hicieron que se ganase el cariño de la hinchada.
En el año 2007 logra su primer título como futbolista profesional con el equipo aurizul, el Torneo Apertura 2007 donde llegó a jugar 15 partidos marcar 2 goles en ese torneo. Se manejaba una transferencia a Cerro Porteño la cual no se concretó.
Además de ese campeonato, le fue otorgado el título de Hijo Dilecto de la Ciudad de Luque a igual que a todo el plantel aurizul.
En el 2008 jugó la Copa Libertadores por el Sportivo Luqueño, en el que participó en 4 partidos y marcó 2 goles, ambos al Audax Italiano. Tras demostrar su calidad en la Copa, el jugador recibió ofertas para proseguir su carrera en el extranjero en países como Colombia o Ecuador pero las negociaciones no prosperaron.
En el 2009 tuvo un gran nivel futbolístico.
En febrero del 2010 se desvincula del Sportivo Luqueño donde marcó 15 goles y se va cedido a Tinidense donde jugó muy poco en el Apertura 2010, estuvo presente en 6 partidos y marcó 2 goles.
A mitad del torneo el futbolista emigró por primera vez al fútbol extranjero, específicamente a Ecuador a Grecia de la Segunda de ese país jugó 4 partidos y marcó 1 gol.
Tras su corto paso por el fútbol ecuatoriano vuelve a Trinidense donde jugó 8 partidos y marcó 2 goles , durante el torneo Clausura 2010.
A comienzos de enero del 2011 vuelve al Sportivo Luqueño, club dueño de su pase.

## Clubes
| Club                | País     | Año           |
| ------------------- | -------- | ------------- |
| Sportivo Luqueño    | Paraguay | 2005 - 2009   |
| Sportivo Trinidense | Paraguay | 2010          |
| Grecia              | Ecuador  | 2010          |
| Sportivo Trinidense | Paraguay | 2010          |
| Sportivo Luqueño    | Paraguay | 2011 - 2013   |
| Olimpia             | Paraguay | 2013          |
| 12 de Octubre       | Paraguay | 2014          |
| Capiatá             | Paraguay | 2015          |
| Santaní             | Paraguay | 2015          |
| Fernando de la Mora | Paraguay | 2016          |
| Deportivo Caaguazú  | Paraguay | 2016          |
| 12 de Octubre       | Paraguay | 2017          |
| 24 de Septiembre VP | Paraguay | 2021-presente |

### Participaciones en Copas Nacionales
| Copa               | País     | Resultado    | Partidos | Goles |
| ------------------ | -------- | ------------ | -------- | ----- |
| Copa Paraguay 2018 | Paraguay | Primera Fase | 1        | 0     |

## Palmarés
| Título          | Club             | País     | Año  |
| --------------- | ---------------- | -------- | ---- |
| Torneo Apertura | Sportivo Luqueño | Paraguay | 2007 |
| Primera B       | 12 de Octubre    | Paraguay | 2018 |